# Солнцев, Елизар Борисович
Елизар Борисович Солнцев (1897—1936) — экономист, активный член левой оппозиции. По словам Троцкого, «один из самых блестящих представителей нового поколения в Советском Союзе».

## Биография
Родился в Виннице в еврейской семье. С 1917 года член РСДРП(б). Участник Гражданской войны. Окончил Институт красной профессуры, где изучал историю и экономику. Начиная с 1923 года, активно поддерживал позицию Л. Д. Троцкого, участвовал в выступлениях его сторонников. Редактировал первый том и написал предисловие к работе Троцкого «Советская республика и капиталистический мир. Часть I. Первоначальный период организации сил», за что 15 декабря 1925 года автор выразил ему «искреннюю признательность». 26 сентября 1926 года Солнцев вместе Карлом Радеком и Иваром Смилгой участвовал в диспуте в Коммунистической академии, где резко раскритиковал контрольные цифры и сталинскую теорию «социализма в одной стране»
Несколько лет работал в советских торговых компаниях в Германии и США. По воспоминаниям Рут Фишер он сыграл важную, но тайную роль как советник и пропагандист среди немецких левых. В показаниях НКВД военного химика Г. Б. Либермана сказано, что Солнцев, будучи в Берлине, встречался с Масловым, Рут Фишер, Вебером и Урбансом. В Берлине в декабре 1927 года одновременно с XV съездом ВКП(б) под председательством Сафарова прошла Международная конференция оппозиции, на ней в том числе присутствовал и Солнцев. В 1927—1928 годах представитель в Амторге в США, там способствовал формированию оппозиции в американском коммунистическом движении. Во время своего пребывания в США Солнцев сотрудничал с Максом Истменом в публикации трудов Троцкого и Левой оппозиции.
Во второй половине 1928 года Солнцев отозван в СССР. Как утверждает французский историк, троцкист Пьер Бруэ, возвращение Солнцева произошло по его инициативе и вопреки предварительной договоренности с Троцким, что он станется за границей и продолжит работу там. Сразу после возвращения Солнцев исключён из партии, отправлен в ссылку в Петропавловск.
И вскоре, в начале 1929 года, он был приговорён к пяти годам заключения в Верхнеуральском политическом изоляторе. В этой тюрьме, где были собраны политические заключенные из разных революционных партий, Солнцев играл ведущую роль в сообществе троцкистов. Карл Радек, который к весне 1929 года стал сотрудничать с властями, в своем сообщении составил список активистов, за которыми, по его мнению, следует пристально следить и кого он считает вероятными кандидатами на новое руководство Левой оппозиции. На первом месте идет Е. Б. Солнцев, затем В. Б. Эльцин, Г. М. Стопалов и другие. В июне 1929 года Солнцев отправил Христиану Раковскому письмо с детальным анализом положения в левой оппозиции: «Катастрофа разразилась. Господствующее настроение — паника и растерянность, поиски индивидуальных выходов из положения… Полное идейное и моральное разложение, никто больше никому и ни во что не верит. Создалась обстановка взаимного недоверия, групповых отчуждений, взаимной отчужденности и изолированности. Каждый боится, что его предадут, что другой забежит вперед, поэтому каждый сам стремится забежать вперед, чтобы не запоздать, чтобы самому по спинам других проскочить в партию. Прорваны все плотины». Письмо было перехвачено ОГПУ и его использовал Е. М. Ярославский в статье под красноречивым названием «Об одном похабном документе», опубликованной в газете «Правда» и затем в журнале «Коммунист». Позднее письмо обсуждалось в «Социалистическом вестнике». Современные историки Юрий Фельштинский и Георгий Чернявский отрицательно оценивают это письмо. Они считают, что: «Можно предположить, что инициатива написания „письма Солнцева“ тоже родилась в стенах ОГПУ, а не в голове несчастного ссыльного, переставшего видеть смысл в неравной борьбе с могущественной системой». Однако историки, связанные непосредственно с троцкистским движением, смотрят на этот шаг Солнцева иначе. Например, Пьер Бруэ считает, что письмо Солнцева Раковскому было необходимой реакцией на кризис, вызванный «капитуляцией» И. Н. Смирнова, и оно «поменяло всё».
В июне 1930 года, находясь в Верхне-Уральском политизоляторе, Солнцев участвовал в разработке платформы «Кризис революции. Перспективы борьбы и задачи оппозиции», опубликованной в 1931 г. в «Бюллетене оппозиции (большевиков-ленинцев)». За подписями «X, Y, Z» скрывались три выпускника Института красной профессуры — Е. Б. Солнцев, Г. Я. Яковин и Г. М. Стопалов. Тогда же он был редактором журнала «Правда за решеткой», который издавали в этой тюрьме «большевики-ленинцы», как себя называли троцкисты. Перу Солнцева принадлежали статьи «За партию», «Оценка пятилетки», «О выборах в Германии», «Кризис ультра-левой авантюры», «Путь мелкобуржуазного романтика» <о Горьком>, «Шестидесятилетие Раковского». В подпольном журнале Солнцев писал под псевдонимом «Александр».
После отбытия срока в Верхне-Уральском полтизоляторе сослан в Колпашево (столицу Нарымского края). Там работал плановиком-экономистом окружпланотделе Нарымского окрисполкома, оттуда был уволен как троцкист.
4 мая 1935 года арестован по стандартному обвинению в участии в «контрреволюционной троцкистской организации». Несколько независимых источников свидетельствуют, что в сентябре 1935 года он был вновь осужден на 5 лет тюремного заключения. Помещенный в одиночную камеру, он начал голодовку, чтобы добиться пересмотра приговора на ссылку в Минусинск, где находилась его сосланная вместе с сыном жена. По словам В. Сержа, ещё в тюрьме[какой?] Солнцев заболел цингой. Через 18 дней приговор был пересмотрен и 10 октября 1935 года заменён на 3 года ссылки в Минусинск.
Наиболее подробные сведения о гибели Солнцева сообщил «Бюллетень оппозиции». По их сведениям Солнцев был отправлен этапом в новое место ссылки, где должен был встретиться с женой и сыном. Но по пути, в Новосибирске ему становится плохо, и его приходится срочно оперировать в тюремной больнице города Новосибирска. «У него воспаление среднего уха, и он умирает на больничной койке (январь 1936 г.)» — пишет «Бюллетень».

## Отзывы современников
Макс Истмен так характеризовал Солнцева: «Высокий, стройный молодой человек с серьезными серыми глазами и редкой, милой улыбкой».
Как в 1936 году Виктор Серж писал Андре Жиду: «наш молодой и талантливейший Солнцев умер в январе от последствий голодовки».

## Семья
- Жена — Ольга Михайловна Солнцева (1898—после 1954)[20]
  - Сын — Виктор Елизарович Солнцев

## Труды
- Солнцев Е. Б. Мировое хозяйство после войны: Хрестоматия для комвузов и вузов. — Москва ; Ленинград : Гос. изд-во, 1926. — 559 с.
- Солнцев Е. Б. Хрестоматия для марксистско-ленинских кружков повышенного типа : Соврем. экономика : 1. Империализм. 2. Мировое хозяйство. 3. Хозяйство СССР. 1926.